# Xã Redland, Quận Nevada, Arkansas
Xã Redland (tiếng Anh: Redland Township) là một xã thuộc quận Nevada, tiểu bang Arkansas, Hoa Kỳ. Năm 2010, dân số của xã này là 447 người.